# Montigny-lès-Vaucouleurs

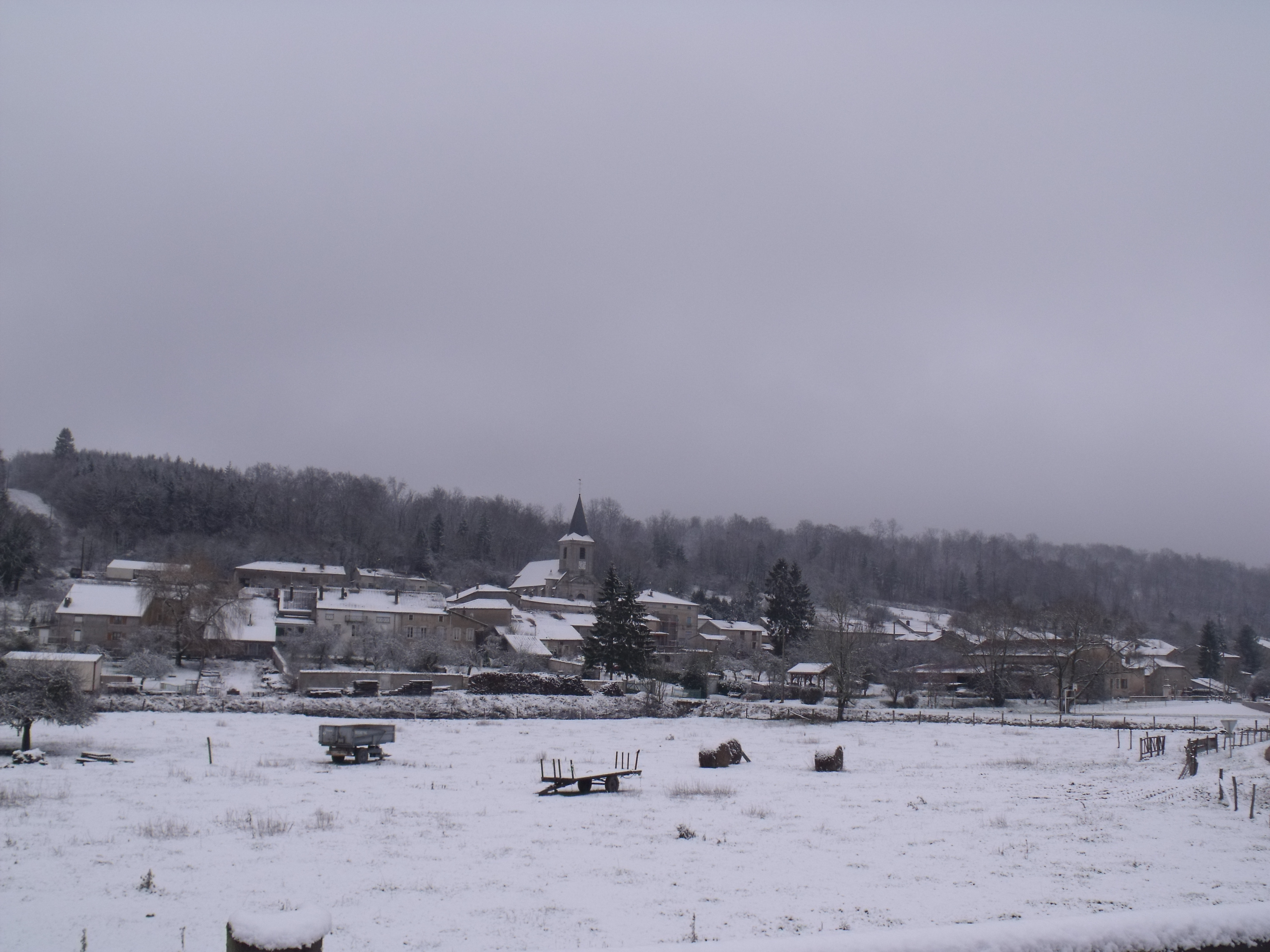
Visão panorâmica do município durante a estação de inverno de 2011

Montigny-lès-Vaucouleurs é uma comuna francesa na região administrativa de Grande Leste, no departamento de Meuse. Estende-se por uma área de 11,83 km². Em 2010 a comuna tinha 71 habitantes (densidade: 6 hab./km²).